# Cynorta fortina
Cynorta fortina is een hooiwagen uit de familie Cosmetidae.